# Grota ogrodowa

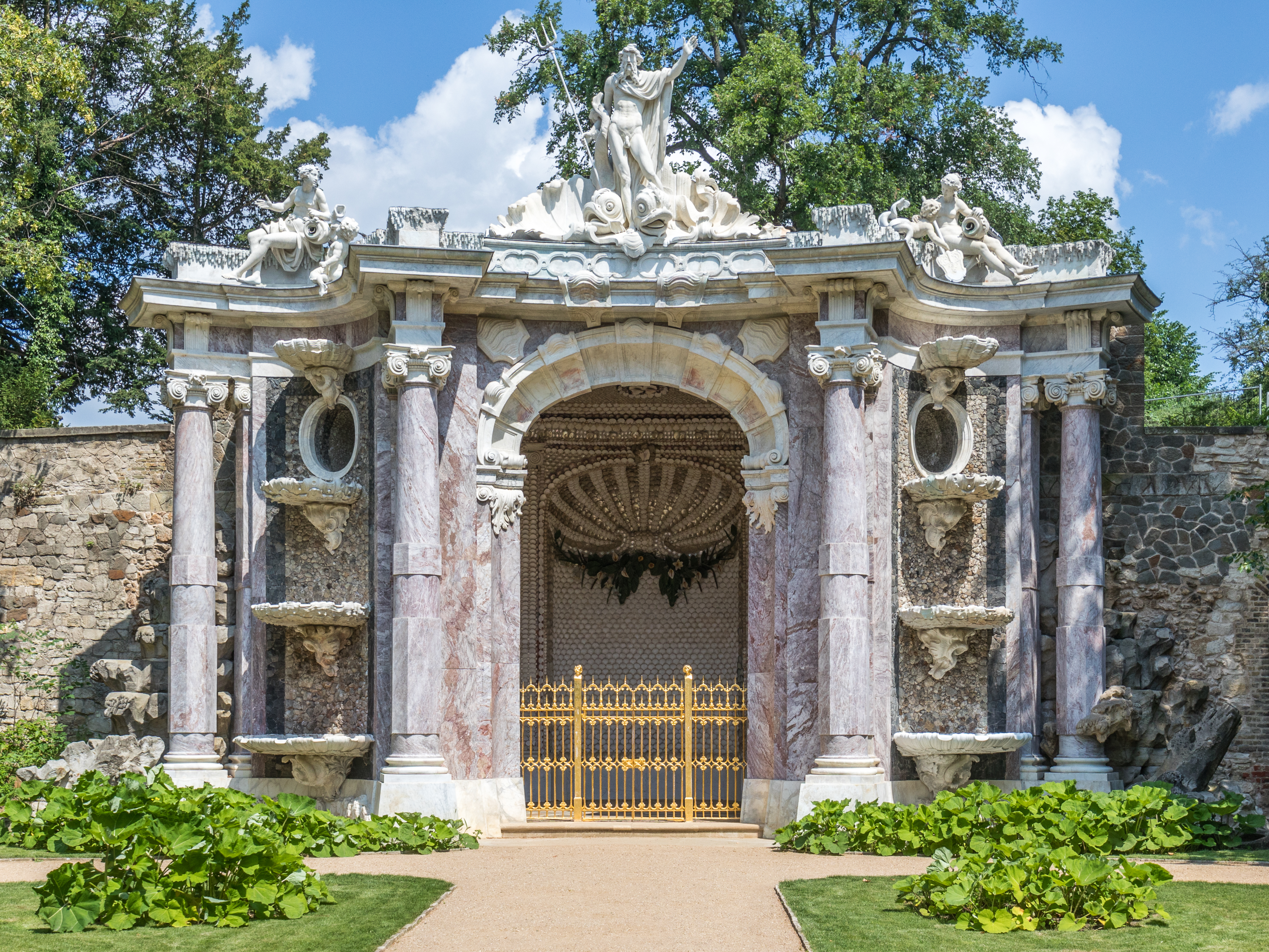
Grota Neptuna (Poczdam)

Grota ogrodowa – budowla wzniesiona w ogrodzie służąca do posiłku, ozdoby, wypoczynku oraz schronienia przed upałem lub deszczem .
Grota sztucznie wydrążona lub celowo wybudowana, występowała już w starożytnym Rzymie w ogrodach przydomowych, największą popularnością cieszyła się w renesansie . 
Budowla ma postać wnętrza (wydrążonego w zboczu góry, w murze oporowym, pod inną budowlą ogrodową), albo jest wolno stojąca w formie pawilonu. Bywa wykładana kamieniami naturalnymi, koralami, kawałkami tufu, pumeksu, szkła lub muszlami (grotte rocaille). Wewnątrz dla zabawy czasami instalowano różne urządzenia hydrauliczne.